# Gregor Hiddleston

a Compétitions nationales et continentales officielles uniquement.

b Matchs officiels uniquement.
Dernière mise à jour le 26 décembre 2024.
Gregor Hiddleston, né le 26 mars 2002 à Dumfries (Écosse), est un joueur écossais de rugby à XV jouant au poste de talonneur aux Glasgow Warriors.

## Biographie

### Carrière en club
Gregor Hiddleston naît à Dumfries en Écosse où il commence la pratique du rugby à XV dans le club local des Dumfries Saints. En 2021, à l'âge de 19 ans, il rejoint le GHA Rugby Football Club pour la saison 2021-2022.
En 2022, il est recruté par les Glasgow Warriors et signe un contrat en partenariat avec les Stirling Wolves, ce qui lui permet de jouer avec cette équipe quand il ne joue pas avec Glasgow.
Il fait ses débuts professionnels avec les Glasgow Warriors durant la saison 2023-2024, au mois de janvier 2024 contre les Exeter Chiefs en Champions Cup. Un mois plus tard, il signe son premier contrat professionnel avec les Warriors. En fin de saison, son équipe remporte la finale du United Rugby Championship en battant les Bulls 21 à 16. Hiddleston n'est par retenu dans le groupe pour cette finale,.
Après un bon début de saison 2024-2025 avec les Glasgow Warriors, il est considéré comme étant proche du niveau requis pour intégrer la sélection nationale écossaise.

### Carrière internationale
En 2022, Gregor Hiddleston est convoqué en équipe d'Écosse des moins de 20 ans pour le Tournoi des Six Nations, puis les Six Nations Summer Series de la même année.
En novembre 2024, il est titularisé avec l'Écosse A (équipe d'Écosse réserve) dans une rencontre amicale remportée 19 à 17 face au Chili.

## Palmarès
- Glasgow Warriors
  - Vainqueur du United Rugby Championship en 2024